# Giedymin Jabłoński
Giedymin Jabłoński (ur. 29 czerwca 1946 w Gdańsku) – polski autor biżuterii artystycznej, biżuterii unikatowej i małych form rzeźbiarskich, bursztynnik i złotnik; nauczyciel akademicki, krytyk i teoretyk sztuki. Pomysłodawca Międzynarodowych Targów Bursztynu Biżuterii i Kamieni Jubilerskich „Amberif” oraz Międzynarodowego Konkursu na projekt Biżuterii z Bursztynu „Amberif Design Award”. Pionier inicjatyw artystycznych poświęconych złotnictwu i bursztynowi. Założyciel Międzynarodowego Stowarzyszenia Bursztynników. Zaliczany jest do awangardy złotniczej.

## Życiorys
Ukończył Politechnikę Gdańską, gdzie studiował fizykę i architekturę. W latach 1980–81 był szefem Działu Informacji Wizualnej Komisji Krajowej NSZZ Solidarność. W latach 70. prowadził Pracownię Małych Form Rzeźbiarskich w metalu w Państwowej Wyższej Szkole Sztuk Plastycznych w Gdańsku (Obecnie: ASP w Gdańsku). Jest członkiem i –  wraz z Markiem Nowaczykiem – inicjatorem powstania Stowarzyszenia Twórców Form Złotniczych. Autor ponad stu publikacji tekstowych, uczestnik prestiżowych wystaw, warsztatów i konkursów artystycznych, współautor pomnika Poległych Stoczniowców w Gdańsku. Twórca biżuterii artystycznej, specjalizujący się w jej semiotyczno-komunikacyjnych aspektach, instalacji, rzeźby i fotografii. Autor ponad stu publikacji tekstowych. Pracował jako wykładowca na uczelniach: Państwowa Wyższa Szkoła Sztuk Plastycznych w Gdańsku, Akademia Multimedialna w Gdańsku (założyciel i dyrektor artystyczny), Vilniaus Dailes Akademija, Royal College of Art w Londynie. Od 2025 roku pracuje w Akademii Sztuk Pięknych im. Eugeniusza Gepperta we Wrocławiu.
Od 9 lat pełni funkcję kuratora konkursu na projekt biżuterii z bursztynem „Elektronos”. Eksperymentował z tworzywami takimi jak miedź, duraluminium lotnicze, brąz lub drut stalowy, które nie zawsze kojarzone są z warsztatem złotniczym oraz z drewnem, lnem i skórą. Stworzył m.in. słynną ,,arkę”, którą Lech Wałęsa podarował Janowi Pawłowi II w 1983 r. w Tatrach oraz biżuterię inspirowaną biżuterią żałobną, którą wykonał dla Danuty Wałęsy z okazji odbioru Pokojowej nagrody Nobla przez jej męża.
Prace Jabłońskiego można oglądać w zbiorach muzeów w Polsce i na świecie, m.in.: Museum of Contemporary Art (MOCA) w Londonie, Deutsches Bernsteinmuseum w Ribnitz-Darmgarten, Swiss National Muzeum w Zurychu (Alice and Louis Koch Colletion), Palm Springs Art Museum, Muzeum Zamkowe w Malborku, Muzeum Jana Pawła II i Prymasa Wyszyńskiego w Warszawie, Muzeum Czeskiego Raju w Turnov, Czechy, Muzea Watyńskie, Muzeum Ziemi PAN w Warszawie, Muzeum w Gliwicach, Muzeum Archeologiczne w Gdańsku. 

## Wystawy zbiorowe
- 2014 – „Przyjęcie Urodzinowe/Brithday Party”, Galeria Sztuki, Legnica
- 2014 – „Giedymin Jabłoński i przyjaciele”, Galeria Sztuki, Legnica
- 2010 – „Silver Time”, Legnica
- 1999 – Międzynarodowy Przegląd Form Złotniczych „Srebro’99”, Państwowa Galeria Sztuki, Legnica (1999 – 2000)
- 1998 – Międzynarodowy Konkurs Sztuki Złotniczej „Amulety”, Państwowa Galeria Sztuki, Legnica (1998 – 1999)
- 1996 – „Srebra stołowe …i nie tylko”, Państwowa Galeria Sztuki, Legnica (1996 – 1997)
- 1991 – VI Ogólnopolski Przegląd Form Złotniczych „Srebro’90”, Galeria Sztuki, Legnica
- 1986 – „Białe i Czarne”, BWA, Legnica
- 1986 – „Ona i On”, BWA, Legnica
- 1988 – „Kolor”, BWA, Legnica
- 1988 – „Srebro i Tkanina”, BWA, Legnica